# Matagrifon
Matagrifon fou el nom llatí d'una fortalesa al Peloponès també anomenada com Akova, situada a la vora de la moderna població de Demetsana. Matagrifon vol dir "Matagrecs", ja que els llatins anomenaven grifons als grecs. Actualment (2020) està ubicada a la municipalitat de Gortynia, a Arcadia. Fou la capital de la important baronia d'Akova del principat d'Acaia. Es conserven ruines de la fortalesa sota la qual han aparegut unes ruines d'una antiga polis no identificada però que es pensa que podria correspondre a Teuthis.
La vila de Vizyki hi celebra fa 40 anys un festival d'activitats culturals a l'estiu.